# Euxoa gian
Euxoa gian là một loài bướm đêm trong họ Noctuidae.